# فورستر كوكبورن
فورستر كوكبورن (بالإنجليزية: Forrester Cockburn)‏ هو طبيب بريطاني، ولد في 13 أكتوبر 1934 في إدنبرة في المملكة المتحدة.